# Piper peracuminatum
Piper peracuminatum är en pepparväxtart som beskrevs av C. Dc.. Piper peracuminatum ingår i släktet Piper och familjen pepparväxter. Inga underarter finns listade i Catalogue of Life.